# DTPA
L’acide diéthylène triamine penta acétique (DTPA) est un chélateur qui, associé au radio-isotope 99mTc, permet, en médecine nucléaire, de faire de l'imagerie des reins. Il permet aussi, sous forme d'aérosol, de cartographier la ventilation pulmonaire.